# Wojciech Suchorzewski

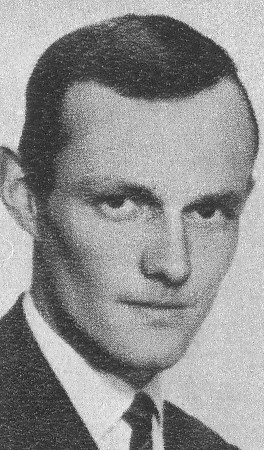
Wojciech Suchorzewski (przed 1964)

Wojciech Suchorzewski (ur. 23 sierpnia 1933 w Warszawie, zm. 11 listopada 2022 tamże) – inżynier komunikacji, urbanista, autor licznych projektów i opracowań dotyczących ruchu drogowego i polityki transportowej w Warszawie, profesor Politechniki Warszawskiej.

## Życiorys

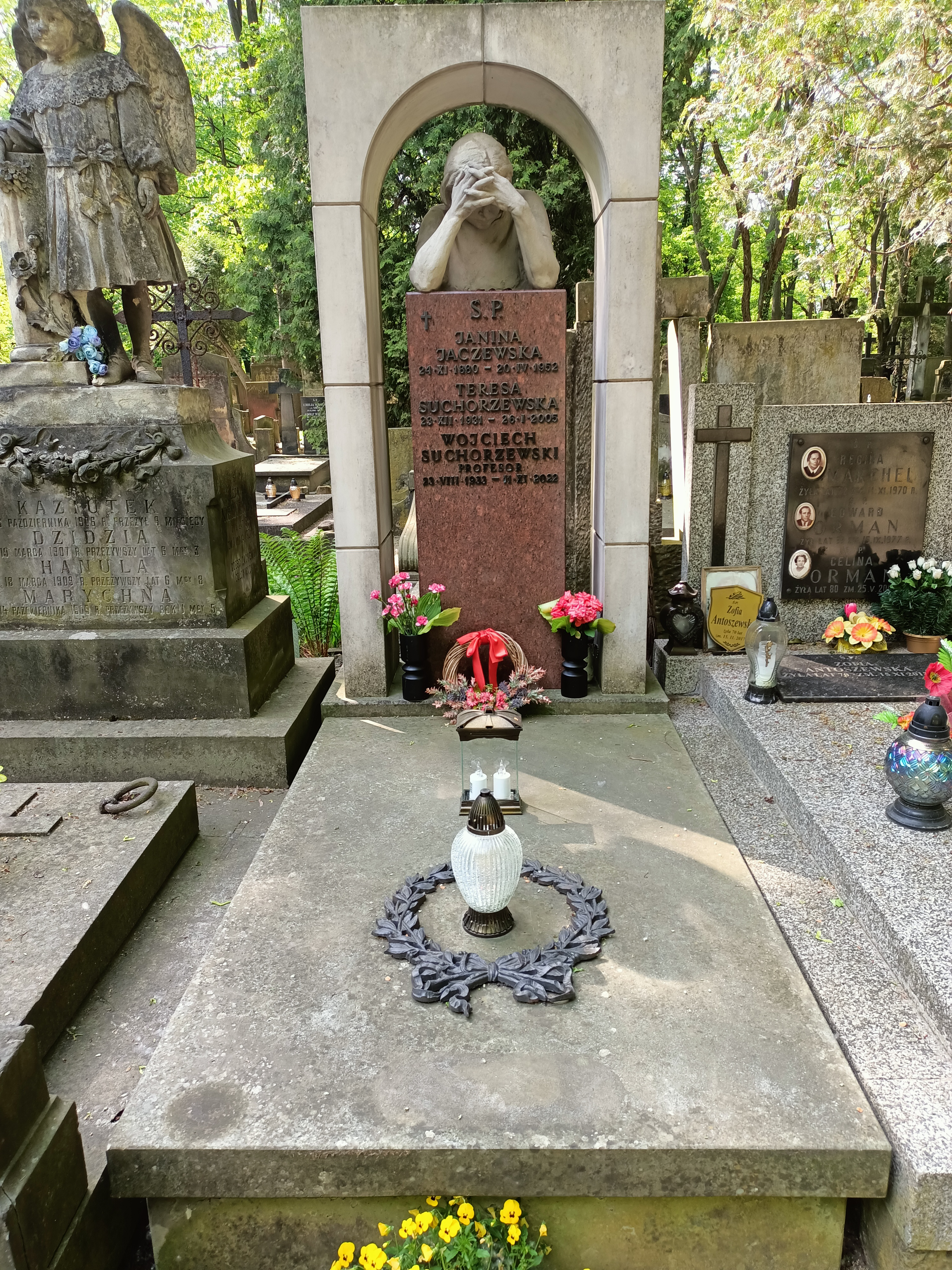
Grób Wojciecha Suchorzewskiego na Cmentarzu Powązkowskim

Wojciech Suchorzewski urodził się w rodzinie Jana, inżyniera transportu szynowego. Ukończył szkołę powszechną nr 114 na Targówku (1945) oraz szkołę ogólnokształcącą stopnia licealnego im. Władysława IV na warszawskiej Pradze (1951). W latach 1951–1956 studiował na Wydziale Komunikacji Politechniki Warszawskiej (praca magisterska: Przybliżone metody obliczania płyt drogowych). Od 1953 pracował na Politechnice jako zastępca asystenta w Katedrze Mechaniki Technicznej, prowadząc ćwiczenia z mechaniki technicznej i wytrzymałości materiałów. Od 1956 kontynuował pracę na stanowiskach kolejno: starszego asystenta, wykładowcy i docenta.
Równocześnie w 1956–1957 w Centralnym Biurze Studiów i Projektów Transportu Drogowego i Lotniczego – w pracowni „Cytadela” pod kierunkiem Zygmunta Wasiutyńskiego pracował nad projektem kablobetonowego mostu Gdańskiego, ostatecznie niezrealizowanym, w 1957–1958 w Biurze Projektów Stolica opracował projekt techniczny 4-kilometrowego odcinka Wybrzeża Helskiego i Szczecińskiego oraz projekt ulicy Szwedzkiej. W latach 1958–1968 pracował w Biurze Studiów i Projektów Komunikacji Miejskiej, był generalnym projektantem układu komunikacyjnego Warszawy i, od 1966, zastępcą oraz kierownikiem biura. Współtworzył wówczas metodę optymalizacji warszawskiej.
W 1964 działał w zespole polskich naukowców pracujących nad koncepcją odbudowy Skopje po trzęsieniu ziemi. W 1965 uczestniczył jako stypendysta ONZ w stażu na University of Pittsburgh w Stanach Zjednoczonych, następnie w 1970 wykładał na tym uniwersytecie. 19 kwietnia 1966 otrzymał stopień doktora (praca doktorska: Zastosowanie metody kolejnych przybliżeń do opracowania prognoz ruchu miejskiego; promotor: Stanisław Lenczewski). Od 1968 był wicedyrektorem, a następnie od 1970 – dyrektorem Instytutu Gospodarki Komunalnej. Po włączeniu go do Instytutu Kształtowania Środowiska był w latach 1974–1980 I zastępcą dyrektora. W 1979 uzyskał tytuł profesora nadzwyczajnego, pracując ponownie na Politechnice Warszawskiej. Był przewodniczącym Rady Konsultacyjnej przy Generalnej Dyrekcji Dróg Krajowych.
W latach 1981–1986 pracował w United Nations Centre for Human Settlements (Habitat, obecnie Program Narodów Zjednoczonych ds. Osiedli Ludzkich) w Nairobi w Kenii jako specjalista ds. transportu w Departamencie Badań i Rozwoju, odpowiadał m.in. za przygotowanie strategii transportowych w osiedlach ludzkich krajów rozwijających się. Po powrocie do kraju w 1986 mianowany kierownikiem Zakładu Inżynierii Komunikacyjnej na Wydziale Inżynierii Lądowej PW, od 1992 na stanowisku profesora zwyczajnego, pełnił tę funkcję do 2003.
W 2011 uczestniczył w pracach Komisji Europejskiej nad projektem Strategicznego planu rozwoju technologii transportu. W 2012 na zlecenie ONZ-Habitat opracował raport o transporcie w miastach 27 krajów Europy Środkowo-Wschodniej i Azji Zachodniej, który ma być wkładem do raportu globalnego dotyczącego planowania i projektowania miast oraz mobilności transportu w miastach.
Autor licznych podręczników z dziedziny inżynierii ruchu drogowego, współautor dokumentów dotyczących polityki transportowej, m.in. Polityki transportowej m.st. Warszawy (1995), Strategii transportowej m.st. Warszawy (2009) oraz Polityki transportowej państwa 2006–2025.
Wypromował pięciu doktorów, m.in. Piotra Olszewskiego i Andrzeja Brzezińskiego.

## Członkostwo w organizacjach
Był członkiem m.in. Komitetu Przestrzennego Zagospodarowania Kraju PAN, Krajowej Rady ds. Autostrad (od 1999, od 2006 przewodniczący), Rady Urbanistyczno-Architektonicznej m.st. Warszawy (2003–2006), Komisji Urbanistyczno-Architektonicznej m.st. Warszawy (2006–2009), Miejskiej Komisji Urbanistyczno-Architektonicznej m.st. Warszawy (2009–2014), przewodniczącym Grupy Roboczej ds. Transportu Społecznej Rady Narodowego Programu Redukcji Emisji (2009–2011), Głównej Komisji Architektoniczno-Urbanistycznej, Państwowej Rady Gospodarki Przestrzennej i Społecznej, Rady ds. Rozwoju Gospodarki Niskoemisyjnej. Działał w Towarzystwie Urbanistów Polskich (TUP), był honorowym członkiem TUP oraz Stowarzyszenia Inżynierów i Techników Komunikacji. Był współzałożycielem Stowarzyszenia ITS Polska, w którym pełnił funkcję przewodniczącego Rady Programowej.

## Odznaczenia i wyróżnienia
- Złota Odznaka Odbudowy Warszawy (1962)
- Złota Odznaka Honorowa m.st. Warszawy (1965)
- Srebrny Krzyż Zasługi (1967)
- Srebrna Odznaka Honorowa Stowarzyszenia Inżynierów i Techników Komunikacji RP (1972)
- Złoty Krzyż Zasługi (1973)
- Złota Odznaka Honorowa SITK (1974)
- Srebrna Odznaką Honorowa Naczelnej Organizacji Technicznej (1974)
- Złota Odznaka Honorowa Naczelnej Organizacji Technicznej (1977)
- Krzyż Kawalerski Orderu Odrodzenia Polski (1979)
- Srebrna Odznaka Honorowa Towarzystwa Urbanistów Polskich (1979)
- Medal Komisji Edukacji Narodowej (1993)
- Medal im. Aleksandra i Zbigniewa Wasiutyńskich (1996)
- Nagroda Ministra Edukacji Narodowej I stopnia z tytułu osiągnięć naukowych za podręcznik Inżynieria ruchu (1990)
- Nagroda zespołowa Ministra Infrastruktury za najlepszą książkę o tematyce transportowej (kategoria podręcznik) wydaną w roku akademickim 2008/2009
- Zasłużony dla Warszawy (2013)[2]

## Ważniejsze prace
- Wojciech Suchorzewski: Wybrane zagadnienia inżynierii ruchu. Warszawa: Wydawnictwa Politechniki Warszawskiej, 1977. Brak numerów stron w książce
- Piotr Olszewski, Wojciech Suchorzewski: Samochód w śródmieściu. Warszawa: Wydawnictwa Komunikacji i Łączności, 1983. ISBN 83-206-0418-4. Brak numerów stron w książce
- Wojciech Suchorzewski: Planowanie systemów transportu w miastach (materiały metodyczne). Warszawa: Instytut Gospodarki Przestrzennej i Komunalnej. Zakład Komunikacji Miejskiej, 1992. Brak numerów stron w książce
- Stanisław Datka, Wojciech Suchorzewski, Marian Tracz: Inżynieria ruchu. Warszawa: Wydawnictwa Komunikacji i Łączności, 1999. ISBN 83-206-1293-4. Brak numerów stron w książce
- Wojciech Suchorzewski: Lokalny transport zbiorowy: vademecum organizatora. Poznań; Warszawa: Izba Gospodarcza Komunikacji Miejskiej, Związek Miast Polskich, 2002. ISBN 83-914205-7-4. Brak numerów stron w książce
- Stanisław Gaca, Wojciech Suchorzewski, Marian Tracz: Inżynieria ruchu drogowego: teoria i praktyka. Warszawa: Wydawnictwa Komunikacji i Łączności, 2008. ISBN 978-83-206-1707-8. Brak numerów stron w książce